# 大阪府道239号水間和泉橋本停車場線
大阪府道239号水間和泉橋本停車場線（おおさかふどう239ごう みずまいずみはしもとていしゃじょうせん）は、大阪府貝塚市から一部泉南郡熊取町を経由して、貝塚市に至る一般府道である。

## 概要
貝塚市三ツ松から一部泉南郡熊取町を経由して、貝塚市橋本に至る。

### 路線データ
- 起点：大阪府貝塚市三ツ松（永寿南交差点、国道170号旧道交点）
- 終点：大阪府貝塚市橋本（JR西日本阪和線 和泉橋本駅前、大阪府道240号和泉橋本停車場線起点）
- 総延長：4.2 km

## 地理

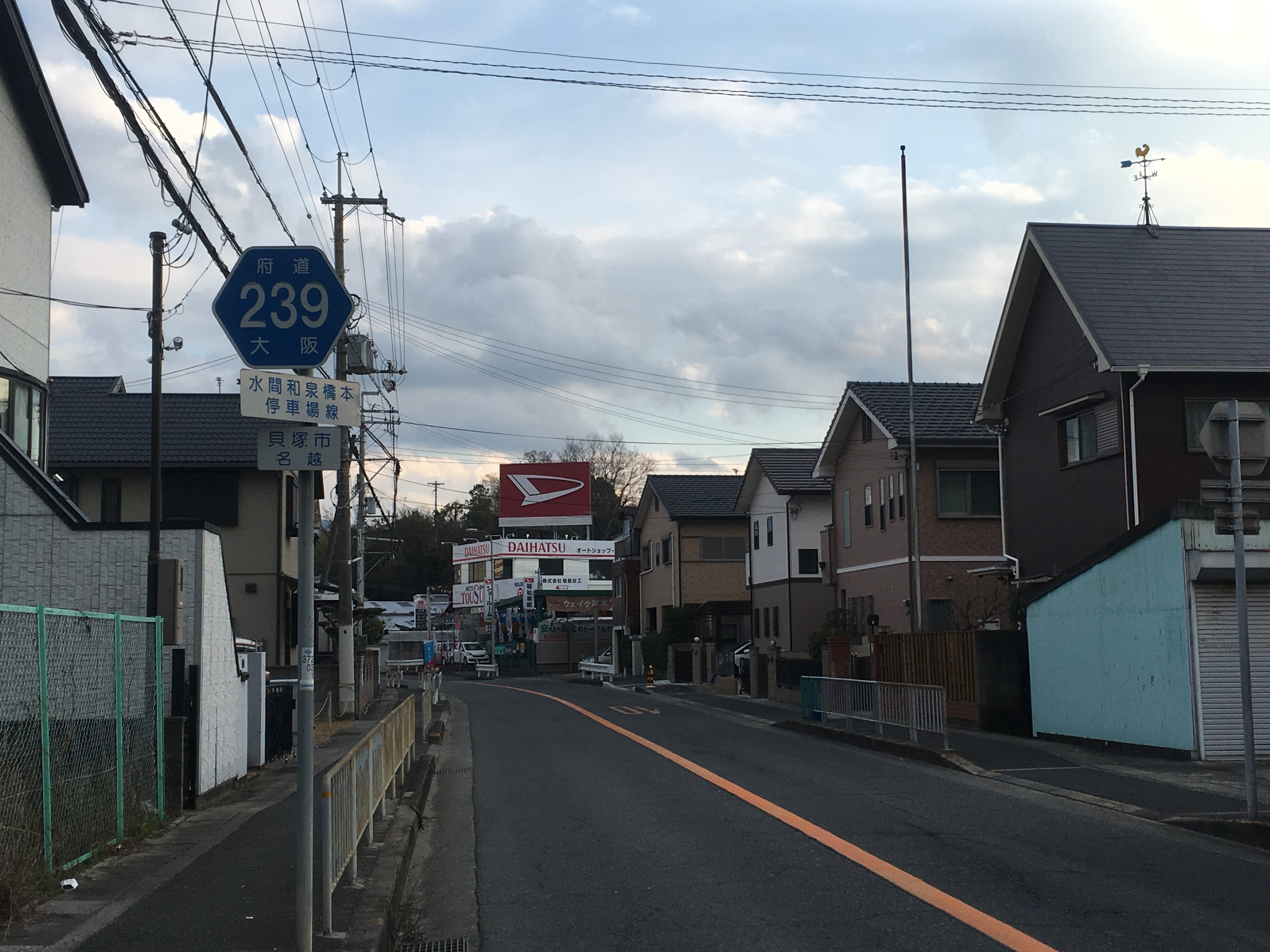
大阪府道239号水間和泉橋本停車場線
大阪府貝塚市名越

### 通過する自治体
- 大阪府
  - 貝塚市 - 泉南郡熊取町 - 貝塚市

### 交差する道路
| 交差する道路                                         | 交差する場所 | 交差する場所        |
| ---------------------------------------------------- | ------------ | ------------------- |
| 国道170号 / 旧道 大阪府道20号枚方富田林泉佐野線 重複 | 三ツ松       | 永寿南交差点 / 起点 |
| 国道170号                                            | 三ツ松       | 三ツ松団地南交点    |
| 大阪府道240号和泉橋本停車場線                        | 橋本         | 終点                |

### 交差する鉄道
- 阪和線

### 沿線
- 水間寺
- 貝塚三ツ松郵便局
- 木島病院
- 大阪府立貝塚南高等学校
- 貝塚市立第四中学校
- 貝塚橋本郵便局
- JR西日本阪和線 和泉橋本駅